# Tapa Lama
Tapa Lama is een bestuurslaag in het regentschap Empat Lawang van de provincie Zuid-Sumatra, Indonesië. Tapa Lama telt 888 inwoners (volkstelling 2010).